# Vyžuonos
Vyžuonos est un village de l'Apskritis d'Utena en Lituanie, sa population est de 581 habitants (en 2001).

## Histoire
En juillet 1941, 67 membres de la communauté juive locale sont assassinés dans une exécution de masse perpétrée par un Einsatzgruppen. Un mémorial est érigé sur le lieu du massacre dans la forêt de Vyžuonos.